# Герман I (пфальцграф Лотарингии)
Герман I (нем. Hermann I.), по прозвищу Pusillus — Маленький, Слабый, Нежный (ум. 996) — с 985 года пфальцграф Лотарингии, упоминается как правитель нескольких графств вдоль Рейна — Боннгау (970, 993), Эйфельгау (975), Цюльпихгау (991), Ауэльгау (996), граф Герресхейма (976). Сын Эренфрида II (ум. 970) из династии Эццоненов и Рихвары фон Цюльпихгау (ум. 963).
Был женат на Хейлвиге, родственнице Аугсбургского епископа Ульриха.
Дети:
- Эццо (Эренфрид) (ум. 1034) — пфальцграф Лотарингии, с 991 года женат на Матильде Саксонской (ум. 1025), дочери императора Оттона II
- Эццелин (Герман) (ум. 1033) — граф Цюльпихгау, женат на дочери Конрада I Каринтийского
- Адольф I, граф в Кельдахгау
- Рихенца (ум. 1040/49) — аббатиса Нивельского монастыря